# La América (Manabí)
La América ist eine Ortschaft und eine Parroquia rural („ländliches Kirchspiel“) im Kanton Jipijapa der ecuadorianischen Provinz Manabí. Die Parroquia besitzt eine Fläche von 78,02 km². Die Einwohnerzahl lag im Jahr 2010 bei 3060. Die Parroquia wurde am 27. Juni 1948 gegründet.

## Lage
Die Parroquia La América liegt in der Cordillera Costanera etwa 25 km von der Pazifikküste entfernt. Der etwa 380 m hoch gelegene Hauptort La América befindet sich 10,5 km südsüdöstlich des Kantonshauptortes Jipijapa. Eine 3,5 km lange Nebenstraße verbindet den Ort mit der Fernstraße E482 (Pedro Carbo–Jipijapa). Der Río Paján, ein Zufluss des Río Daule, fließt entlang der östlichen Verwaltungsgrenze nach Süden. Die Wasserscheide zu der westlich gelegenen Pazifikküste verläuft in Nord-Süd-Richtung durch die Parroquia.
Die Parroquia La América grenzt im Norden an Jipijapa, im Osten an die Parroquia La Unión, im Süden an die Parroquia El Anegado sowie im Westen an die Parroquia Julcuy.